# Idaea proximaria
Idaea proximaria là một loài bướm đêm trong họ Geometridae.